# Teresa Bernadas
Teresa Bernadas Porto (Igualada, 31 de mayo de 1994) es una jugadora española de hockey sobre patines. Juega de portera. Es internacional con la Selección femenina de hockey sobre patines de España. Ha ganado dos veces el Campeonato mundial de hockey sobre patines femenino, la edición de 2016 en Iquique (Chile) y la de 2017 en Nankín (China).

## Trayectoria
Se inició en hockey sobre patines en el Club Natación Igualada. A los 14 años debutó en el equipo sénior con el que fue subcampeona de España (2009). Posteriormente jugó en el Club Patín Alcorcón (Madrid), en el francés US-Coutras Féminine (2014-15), de nuevo en el C. P. Alcorcón (2015-17) y desde la temporada 2017-18 en el Club Patí Voltregà.
En 2013 fue subcampeona de la Copa de la Reina y en 2014 se proclamó campeona de Europa con el Alcorcón. 
Con la selección española ha sido campeona de Europa sub-19 (2009, 2010, 2011) y sub-20 (2008, 2009, 2010), y dos veces el Campeonato mundial de hockey sobre patines femenino, la esdición de 2016 en Iquique (Chile) y la de 2017 en Nankín (China). En la edición de 2016 fue designada mejor portera de la competición. También ha sido campeona de los World Roller Games (2017).